# Католицька церква в Пуерто-Рико
Като́лицька це́рква в Пуе́рто-Ри́ко — найбільша християнська конфесія Пуерто-Рико. Складова всесвітньої Католицької церкви, яку очолює на Землі римський папа. Керується конференцією єпископів. Станом на 2004 рік у країні нараховувалося близько 2 799 000 католиків (73,14% від усього населення). Існувало 5 діоцезій, які об'єднували 327 церковних парафій.  Кількість  священиків — 734 (з них представники секулярного духовенства — 369, члени чернечих організацій — 365), постійних дияконів — 418, монахів — 469, монахинь — 1158. Найстарша єпископська катедра — Сан-Хуанська (колишня Пуерториканська, з 1511).

## Статистика
Згідно з «Annuario Pontificio» і Catholic-Hierarchy.org:
| Рік  | Населення | Населення | Населення | Священики | Священики | Священики | Священики           | Диякони | Ченці    | Ченці | Парафії |
| Рік  | католики  | загалом   | %         | загалом   | секулярні | ченці     | вірних на священика | Диякони | чоловіки | жінки | Парафії |
| ---- | --------- | --------- | --------- | --------- | --------- | --------- | ------------------- | ------- | -------- | ----- | ------- |
| 2004 | 2 799 000 | 3 827 000 | 73,14%    | 734       | 369       | 365       |                     | 418     | 469      | 1158  | 327     |

## Історія

Герб Сан-Хуанського архієпископства з агнцем.

Християнізація острова Пуерто-Рико почалася в XVI столітті з прибуттям іспанців. 1511 року папа римський Юлій II заснував Пуерторикнаську (Сан-Хуанську) діоцезію, що підпорядковувался іспанському Севільському архієпископству. Першим пуерториканським єпископом став саламанський канонік і магуаський єпископ Алонсо Мансо. Він приїхав до острова 1513 року і став одним із перших католицьких єпископів, що дістався Нового Світу. На той час в Пуерто-Рико існувало лише два іспанські містечка, де мешкало близько 200 іспанців і 500 індіанців-християн. Вони перебували під наглядом Алонсо, що був призначений першим генеральним інквізитором в Іспанській Америці (1519). За підтримки єпископа монах-домініканець Педро Кордовський заснував на острові перший монастир святого Томи Аквінського.
Так само як і в інших краях, відкритих іспанцями в Америці, в Пуерто-Рико були запроваджена система поділу землі та енком'єнди. Частина пуерториканських індіанців працювала над спорудженням містечок і храмів. Християнські місіонери добре ставилися до місцевого населення. 1537 року папа Павло III заборонив іспанським землевласникам і купцям під страхом відлучення від церкви обертати індіанців-язичників у рабство, або привласнювати їхнє майно.
Перша острівна церква була споруджена 1511 року за наказом іспанського короля. Її присвятили святому Івану Хрестителю. 1521 року розпочалося будівництво центрального храму Пуерто-Рико — Сан-Хуанського собору. Роботи тривали кілька віків, закінчившись у середині XIX століття.
1519 року Святий Престол передав до юрисдикції Пуерториканської діоцезії частину Навітряних островів (від Санта-Крузу до Домініки). 1541 року до них додалися острови Маргарита і Кубагуа, а 1588 року — Тринідад. 1791 року, після створення Гайянської діоцезії у Венесуелі, більшість сусідніх островів регіону унезалежнилися від пуерториканських єпископів. За ними лишилися тільки терени самого Пуерто-Рико, а також прилеглі малі острови В'єкес і Кулебра.
За іспанського панування правовий статус Католицької церкви у Пуерто-Рико визначався конкордатами Святого Престолу з іспанськими королями (1418, 1753, 1833). Церква мала самоврядність і, водночас, перебувала під опікою іспанської держави. 1833 року, внаслідок перемоги антиклерикальної партії в Іспанії, по всій країні і колоніях церковне майно було націоналізоване, а діяльність багатьох чернечих орденів призупинена. В Пуерто-Рико, за відсутності єпископів протягом 1833—1846 років, місцеві губернатори секуляризували церковні маєтки, а також розпустили домініканський і францисканський монастирі, що були єдиними на острові.
Після цих подій іспанський уряд уклав з Римом новий конкордат 1851 року. В Пуерто-Рико церква повернула собі частину власності, а її опікуном проголошувався місцевий губернатор. Такий стан справ зберігався до іспано-американської війни, внаслідок якої 1898 року острів опинився під владою США. До 1908 року католики і нова американська влада перебували у постійному конфлікті щодо церковного правового статусу і майна.
У 1911 році Католицька церква в Пуерто-Рико об'єднувала 78 парафій. Більшість священиків належали до чернечих орденів і організацій (лазарити, августинці, капуцини, домініканці). Близько 300 черниць займалися благодійною і соціальною роботою, працюючи в шпиталях і школах.
1960 року була створена окрема Пуерториканська церковна провінція, а Пуерториканська (Сан-Хуанська) діоцезія отримала статус архідіоцезії. Інші діоцезії острова стали її суфраганіями.
12 жовтня 1984 року Пуерто-Рико офіційно відвідав папа Іван-Павло II.

## Діоцезії

### Хронологія
- 8 серпня 1511: заснована Пуерториканська діоцезія шляхом виокремлення зі складу Севільської архідіоцезії[4].
- 1519: до юрисдикції Пуерториканської діоцезії увійшла частина Навітряних островів[4].
- 12 лютого 1546: Пуерториканська діоцезія перепідпорядкована Санто-Домінгівській архідіоцезії[4].
- 20 травня 1790: створена Гайянська діоцезія шляхом виокремлення зі складу Пуерториканської діоцезії[4].
- 21 листопада 1924: створена Понсійська діоцезія шляхом виокремлення зі складу Пуерториканської діоцезії; остання перейменована на Сан-Хуанську[4].
- 30 квітня 1960: створена Аресібська діоцезія шляхом виокремлення зі складу Понсійської і Сан-Хуанської діоцезій; остання перетворена на Сан-Хуанську архідіоцезію[4].
- 4 листопада 1964: створена Кагуаська діоцезія шляхом виокремлення зі складу Понсійської діоцезії і Сан-Хуанської архідіоцезії[4].
- 1 березня 1976: створена Маягуеська діоцезія шляхом виокремлення зі складу Аресібської і Понсійської діоцезій[5].
- 11 березня 2008: створена Фахардо-Умакаоська діоцезія  шляхом виокремлення зі складу Кагуаської діоцезії і Сан-Хуанської архідіоцезії[4].